# Serra Plana (Alins)
La Serra Plana és una serra situada al municipi d'Alins a la comarca del Pallars Sobirà, amb una elevació màxima de 2.340 metres.